# پانزدهمین گردهمایی جهانی پیشاهنگان
پانزدهمین گردهمایی جهانی پیش‌آهنگان برنامه‌ریزی شده بود که در ماه ژوئیه ۱۹۷۹ در ایران، در نیشابور و در اردوگاه باغرود برگزار شود، اما به دلیل بی‌ثباتی سیاسی ناشی از انقلاب۵۷ لغو شد.